# Antti Aarne

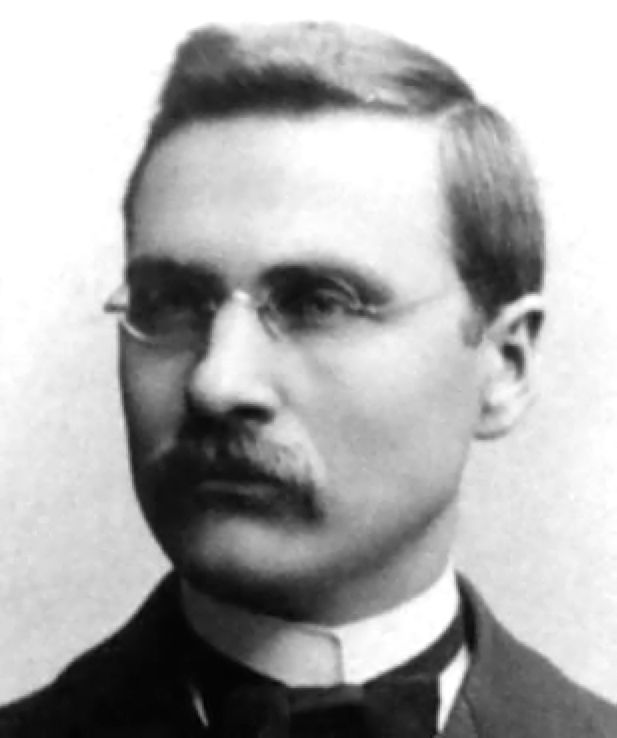
Antti Amatus Aarne

Antti Amatus Aarne [ˈɑntːi ɑːrnɛ] (* 5. Dezember 1867 in Pori; † 5. Februar 1925 in Helsinki) war ein finnischer Märchenforscher.

## Leben
Antti Aarne war der Sohn eines Schmiedemeisters. Seine Eltern starben jedoch früh. Er besuchte zunächst ein Privatgymnasium seiner Heimatstadt, studierte seit 1889 an der Universität Helsinki und wurde 1893 Magister der Philosophie. Zwischen 1895 und 1898 hielt er sich in Russland auf, wo er mit einem Stipendium in Moskau studierte. 1896 heiratete er Eeva Andersson (1872–1948), mit der er drei Töchter hatte. Aus finanziellen Problemen konnte er sich anfangs nicht der Fertigstellung seiner Dissertation widmen, sondern arbeitete von 1898 bis 1902 als Finnischlehrer und Direktor des privaten Lyzeums in Kokkola sowie ab 1902 als Lehrer am Staatslyzeum in Sortavala in Karelien. Der letztgenannten Bildungseinrichtung stand er von 1904 bis 1908 als Rektor vor. Er promovierte schließlich 1907 mit der Arbeit Vergleichende Märchenforschungen. Aus Interesse an diesem Stoff unternahm er außer der erwähnten Studienreise nach Russland auch von 1913 bis 1914 eine weitere nach Deutschland, Frankreich und England. Von 1911 an lehrte er als Dozent für finnische und vergleichende Volksdichtungsforschung an der Universität Helsinki. 1922 wurde er zum außerordentlichen Professor in der gleichen Disziplin ernannt, wodurch er nun genügend finanzielle Mittel zur Verfügung hatte, um sich ganz der universitären Forschung und Lehre widmen zu können. Er starb jedoch schon 1925 im Alter von 57 Jahren in Helsinki.
Da Aarne bei der Arbeit an seiner Dissertation zur vergleichen Märchenforschung bemerkte, dass es keine regionalen Ordnungssysteme für Märchen gab und dadurch große Schwierigkeiten bestanden, sich das erforderliche Forschungsmaterial zu verschaffen, begann er selbst mit der Systematisierung der Märchen. Diese Tätigkeit sollte einen wesentlichen Teil seines künftigen Lebenswerks darstellen. Zuerst versuchte er eine Katalogisierung der etwa 26.000 Märchen im Volksdichtungsarchiv der Finnischen Literaturgesellschaft, konnte dieses Vorhaben aber aufgrund des Fehlens eines definierenden Registers aller bekannten Märchentypen nicht durchführen. Daher erstellte er selbst ein solches Verzeichnis anhand der finnischen Märchensammlung sowie der mittlerweile von ihm zusätzlich besorgten Grimms Märchen und der dänischen Sammlung Svend Grundtvigs. Unterstützung erhielt er dabei vor allem von seinem Lehrer Kaarle Krohn, sowie von Oskar Hackman, Johannes Bolte, Axel Olrik und Carl Wilhelm von Sydow. Basierend auf diesen Arbeiten veröffentlichte er 1910 eine Typologie des Märchens unter dem  Titel Verzeichnis der Märchentypen mit Hilfe von Fachgenossen (in Folklore Fellows’ communications; 3). In diesem Verzeichnis besitzt jeder Märchentypus seine eigene Nummer, wobei von den drei Hauptgruppen die Tiermärchen von 1 bis 299, die eigentlichen Märchen von 300 bis 1199 und die Schwänke von 1200 bis 1999 durchnummeriert sind. Außerdem ist in dem Werk jedem einzelnen Märchen eine kurze Charakteristik beigefügt. Es wurde zuerst 1928 und dann noch einmal 1961 vom US-Amerikaner Stith Thompson als Aarne-Thompson-Index wesentlich überarbeitet und ergänzt.
Eine zusätzliche wissenschaftliche Leistung Aarnes ist die Übertragung der von Kaarle Krohn am Volkslied entwickelten geographisch-historischen Methode auf die Märchenforschung. Diese Methode stellte er in seinem Leitfaden der vergleichenden Märchenforschung (1913) erstmals theoretisch dar. In dieser Schrift erörtert er Theorien über die Entstehung, Herkunft und Verbreitung der Märchen, die auf die Entwicklung der Märchen einwirkenden psychologischen Momente, die Präsumtionen, auf denen die geographisch-historische Methode aufbaut, sowie die bei Studien nach dieser Methode zu erreichenden Ziele. Er wandte diese Methode in verschiedenen von ihm publizierten, unten in Auswahl angeführten Märchenmonographien auch selbst praktisch an. Aarne gilt zusammen mit Julius sowie Kaarle Krohn als Begründer der Finnischen Schule, in der die geographisch-historische Methode erarbeitet wurde.
Aarne publizierte des Weiteren Werke über Volkslieder, Rätselforschung (Vergleichende Rätselforschungen, 1918-1920, Folklore Fellows’ communications 26-28) und Sage. Auch verfasste er mehrere Schriften über die alte finnische und estnische Volksdichtung im Kalevala-Versmaß.

## Werke (Auswahl)
- Die Zaubergaben: eine vergleichende Märchenuntersuchung. Société finno-ougrienne, 1909 (Volltext in der Google-Buchsuche). Separatabdruck aus dem Journal de la Société finno-ougrienne XXVII
- Finnische Märchenvarianten. Verzeichnis der bis 1908 gesammelten Aufzeichnungen. Hamina 1911 (Folklore Fellows’ communications; 5).
- Die Tiere auf der Wanderschaft. Helsinki 1913 (Folklore Fellows’ communications; 11).
- Leitfaden der vergleichenden Märchenforschung. Hamina 1913 (Folklore Fellows’ communications; 13).
- Der tiersprachenkundige Mann und seine neugierige Frau. 1914 (Folklore Fellows’ communications; 15).
- Schwänke über schwerhörige Menschen. Eine vergleichende Untersuchung. Hamina 1914 (Folklore Fellows’ communications; 20).
- Der Mann aus dem Paradiese in der Literatur und im Volksmunde. Eine vergleichende Schwankuntersuchung. Hamina 1915 (Folklore Fellows’ communications; 22).
- Der reiche Mann und sein Schwiegersohn. Vergleichende Märchenforschungen. Hamina 1916 (Folklore Fellows’ communications; 23).
- Estnische Märchen- und Sagenvarianten. Verzeichnis der zu den Hurt’schen Handschriftsammlungen gehörenden Aufzeichnungen. Hamina 1918 (Folklore Fellows’ communications; 25).
- Das estnisch-ingermanländische Maie-Lied. Eine vergleichende Untersuchung. Helsinki 1922 (Folklore Fellows’ communications; 47).
- Das Lied vom Angeln der Jungfrau Vellamos. Eine vergleichende Untersuchung. Helsinki 1923 (Folklore Fellows’ communications; 48).
- Die magische Flucht. Eine Märchenstudie. postum Helsinki 1930 (Folklore Fellows’ communications; 92).